# The Three O’Clock
The Three O’Clock — американская рок-группа, сформированная в 1980 году. Согласно Allmusic — квинтэссенция Paisley Underground. Лид-вокалист/басист группы Michael Quercio на самом деле придумал этот термин для описания множества групп, в их числе The Dream Syndicate, Rain Parade, Green on Red и The Bangles, включавших характерные для джэнгл-попа звенящие гитары и психоделию.
Изначально группа называлась The Salvation Army, однако, из-за юридических проблем с действующей организацией «Армия спасения», в 1982 году пришлось сменить название на The Three O’Clock (рус. Три часа), которое произошло от времени суток, когда группа репетировала. До смены названия был издан дебютный одноимённый альбом The Salvation Army (1982), который переиздавался под названием группы Befour Three O’Clock в 1986 и вновь в 1992 годах. Дебютный альбом обладает гаражным звучанием. Когда к группе присоединились бывший барабанщик The Weirdos Danny Benair и клавишник Mickey Mariano на ЕР Baroque Hoedown (1982) и LP Sixteen Tambourines (1983), звучание стало более изысканным, совершенным и поп-ориентированным.
Предыдущие релизы выходили на лейбле Frontier Records. Альбомы Arrive Without Travelling (1985) и Ever After (1986) были изданы на I.R.S. Records. Дебют на Warner Bros./Paisley Park состоялся с изданием альбома Vermillion (1988), на котором появился новый гитарист Jason Falkner, вместо покинувшего группу в 1986 году Louis Gutierrez (известного ранее как Gregg Gutierrez). К сожалению, это стало концом для группы, когда они не смогли оправдать ожидания лейбла, а Quercio отказался становиться поп-звездой. Он продолжил играть в лос-анджелесских группах, в то время как Gutierrez стал основным членом Mary's Danish, а Falkner — сольным исполнителем.
Спустя много лет, в 2013 году группа воссоединилась в оригинальном составе (за исключением Mariano, которого заменил Adam Merrin из группы The 88). На сборнике The Hidden World Revealed (2013) были изданы альбомные треки и раритеты эпохи Frontier Records.

## Дискография
as The Salvation Army:
- The Salvation Army (1982) Frontier Records

as Befour Three O’Clock
- Befour Three O’Clock (1986) Reissue of Salvation Army LP
- Happen Happened (1992) CD Reissue of Salvation Army LP, plus 9 bonus tracks

as The Three O’Clock
- Baroque Hoedown (EP) (1982) (Frontier Records)
- Sixteen Tambourines (1983) (Frontier Records)
- Arrive Without Travelling (1985) (I.R.S. Records)
- Ever After (1986) (I.R.S. Records)
- Vermillion (1988) (Paisley Park Records)
- Live at the Old Waldorf (2013) (Burger Records)
- The Hidden World Revealed (compilation) (2013) (Omnivore Recordings)

## Видеоклипы
- The Three O’Clock — Jet Fighter
- The Three O’Clock — I Go Wild
- The Three O’Clock — Her Head’s Revolving
- The Three O’Clock — The Girl With The Guitar